# Borek Mielęcki
Borek Mielęcki – wieś w Polsce położona w województwie wielkopolskim, w powiecie kępińskim, w gminie Kępno, ok. 4 km na zachód od Kępna. Liczy ok. 200 mieszkańców.
W latach 1975–1998 miejscowość administracyjnie należała do województwa kaliskiego.